# Vulpavus
Vulpavus és un gènere extint de carnivoraforme. Podria ser avantpassat de tots els carnívors actuals.